# Xestia subpurpurea
Xestia subpurpurea là một loài bướm đêm trong họ Noctuidae.